# 8357 O'Connor
8357 O'Connor eller 1989 SC1 är en asteroid i huvudbältet som upptäcktes den 25 september 1989 av Oak Ridge-observatoriet. Den är uppkallad efter J. Dennis O'Connor.
Asteroiden har en diameter på ungefär 4 kilometer.